# نزار حسن
نزار حسن (ولد عام 1960) في قرية المشهد قضاء الناصرة هو مخرج، منتج، مؤلف، وكاتب سيناريو أفلام تسجيلية فلسطيني مستقل.

## سيرتة الذاتية
تاثر منذ طفولتة بالواقع للصراع الفلسطيني إسرائيلي  منذ بدأ مسيرته السينمائية عام 1990 تركز خلال مسيرتة المهنية بالفيلم الوثائقي وطرحة باسلوب جديد حيث اتخذ ابراز ادوات التصوير كعامل أساسي في لغته السينمائية. نالت أعماله إعجابا عربيا وعالميا في المهرجانات مثل لايبزك، إدفا، مرساي، مهرجان العالم العربي والإسماعيلية.

## مسيرتة المهنية
مارس مهنة السينما بدون تعليم اشتغل مساعد بأفلام اجنبية تتعلق بواقع فلسطين لمدة سنتين ثم بدأ إخراج أفلام ترويجية لصالح مؤسسة «أفلام الصدقة» في القدس الشرقية التي تعنى بالفلكلور السينمائي الفلسطيني.
كان أول اعمالة في السينما الفلسطينية فيلم «استقلال» عام 1994. ومن بعده فيلم «ياسمين» عام 1996 الذي كان  مدخله إلى المهرجانات الاوروبية واختير كفيلم ذو اسلوب سينمائي جديد في مهرجان ولقاء «دوكومنتا» في تلك السنة والمنعقد ببرلين وكان أول فيلم فلسطيني وعربي ينظر اليه كذالك ويعرض تحت هذا الإطار.
اما عربيا فان فيلم اسطورة الذي عرض بمهرجان «ايلول» 1998 ببيروت فكان مدخله إلى العالم العربي.

## اعمالة[4][5]

### أفلامة
- سواعد الغد (1990)
- على أمه (1990)
- الألعاب (1992)
- نساء في عالم الرجال (1993)
- بيت لحم (1993)
- استقلال (1994)[6]
- كلمات (1995)
- ياسمين (1969)،
- أسطورة (1998)
- كات (2000)[7]
- اجتياح (2000)[8]

- تحدي (2003)
- كرم الو خليل (2005)
- جنوب (2008)
- باب النهر (2016)
- طريق سيدي (ثلاث اجزاء ونسخة ثماني اجزاء)(2020)

### إنتاج
- هيدا لبنان (2007)
- العودة إلى الذات (2007)
- ليال بلا نوم (2012)